# Little Women: Atlanta

Reparto de la cuarta temporada

Little Women: Atlanta (a menudo abreviado como Little Women: ATL) es una serie de televisión de realidad estadounidense que debutó el 27 de enero de 2016, en Lifetime. Es una serie derivada de Little Women: LA. La serie narra las vidas de un grupo de mujeres pequeñas que viven en Atlanta, Georgia.

## Reparto

### Descripción general
La primera temporada sigue las vidas de Ashley "Minnie" Ross, Briana Barlup, Tiffany "Monie" Cashette, Emily Fernández, y las gemelas de Salinas "Tiny Twinz" como elenco principal, con Shirlene Pearson en una capacidad recurrente.
La segunda temporada se estrenó el 13 de julio de 2016 con el mismo elenco, con Shirlene Pearson promovida a vocalista principal, mientras que Samantha Ortiz y Tanya Scott hacen apariciones como invitada, y con Melissa Hancock y los gemelos Drummond en la capacidad recurrente. Bri y Emily anunciaron en la reunión que ya no serán parte del espectáculo y se mudarán a Little Women: Dallas.
La tercera temporada vio la salida de Briana Barlup y Emily Fernandez. Ambos actualmente aparecen como miembros principales del reparto en Little Women: Dallas . La tercera temporada se estrenó el 4 de enero de 2017 con Tanya Scott promovida a miembro principal del reparto, Samantha Ortiz y Abira Greene en capacidad recurrente.
La cuarta temporada se estrenó el 14 de diciembre de 2017 con el mismo elenco, con Samantha Ortiz promovida a vocalista principal. Sin embargo, en 2018, Samantha y Tanya anunciaron que ya no formarían parte del espectáculo. De acuerdo con Tanya, ella sintió como si el espectáculo no trajo energía positiva a su vida. Ella sintió como si dos temporadas fueran suficientes. No está claro si se le había pedido a Samantha que volviera al programa a pesar de los rumores que apuntaban a la retención fallida como su terminación.
La quinta temporada se estrenó en el otoño de 2018 y vio la partida de Sam y Tanya y el regreso de Bri y Emily a ATL. El elenco principal es el mismo que el de la segunda temporada, con Bri y Emily regresando al espectáculo después de haber estado fuera por dos temporadas.
La sexta temporada se estrenó el 22 de enero de 2021, con Cashette regresando como miembro principal del reparto, así como Abira Greene, quien había aparecido durante las últimas tres temporadas de manera recurrente. Esta temporada también presenta la muerte del miembro del elenco original, Ashley "Minnie" Ross, quien murió el 27 de abril de 2020 después de sufrir lesiones en un choque frontal. Barlup regresa en el papel de recurrente, y Tamera MacLaughlin se une al elenco de manera recurrente.

### Duración del reparto
= Miembro del reparto principal
     = Miembro del reparto recurrente
     = Miembro del reparto invitado
     = Miembro del reparto no aparece en esta temporada
| Miembros                     | Temporadas        | Temporadas        | Temporadas        | Temporadas        | Temporadas        | Temporadas        |
| Miembros                     | 1                 | 2                 | 3                 | 4                 | 5                 | 6                 |
| Reparto Principal            | Reparto Principal | Reparto Principal | Reparto Principal | Reparto Principal | Reparto Principal | Reparto Principal |
| ---------------------------- | ----------------- | ----------------- | ----------------- | ----------------- | ----------------- | ----------------- |
| Ashley "Minnie" Ross †       |                   |                   |                   |                   |                   |                   |
| Amanda Salinas               |                   |                   |                   |                   |                   |                   |
| Andrea Salinas               |                   |                   |                   |                   |                   |                   |
| Tiffany "Monie" Cashette     |                   |                   |                   |                   |                   |                   |
| Briana Barlup                |                   |                   |                   |                   |                   |                   |
| Emily Fernandez              |                   |                   |                   |                   |                   |                   |
| Shirlene "Ms. Juicy" Pearson |                   |                   |                   |                   |                   |                   |
| Tanya Scott                  |                   |                   |                   |                   |                   |                   |
| Samantha Ortiz               |                   |                   |                   |                   |                   |                   |
| Abira Greene                 |                   |                   |                   |                   |                   |                   |
| Reparto Recurrente           |                   |                   |                   |                   |                   |                   |
| Hope Drummond                |                   |                   |                   |                   |                   |                   |
| Charity Drummond             |                   |                   |                   |                   |                   |                   |
| Melissa Hancock              |                   |                   |                   |                   |                   |                   |
| Caylea Woodbury              |                   |                   |                   |                   |                   |                   |
| Tamera McLaughlin            |                   |                   |                   |                   |                   |                   |

## Episodios
| Temporada | Temporada | Episodios | Estreno                 | Estreno               |
| Temporada | Temporada | Episodios | Inicio                  | Final                 |
| --------- | --------- | --------- | ----------------------- | --------------------- |
|           | 1         | 9         | 27 de enero de 2016     | 23 de marzo de 2016   |
|           | 2         | 16        | 13 de julio de 2016     | 26 de octubre de 2016 |
|           | 3         | 27        | 5 de enero de 2017      | 28 de junio de 2017   |
|           | 4         | 14        | 14 de diciembre de 2017 | 14 de marzo de 2018   |
|           | 5         | 16        | 28 de marzo de 2019     | 18 de julio de 2019   |
|           | 6         | 8         | 22 de enero de 2021     | 19 de marzo de 2021   |